# Epimyrma adlerzi
Epimyrma adlerzi là một loài kiến thuộc họ Formicidae. Đây là loài đặc hữu của Hy Lạp.